# Scopula antiloparia
Scopula antiloparia är en fjärilsart som beskrevs av Hans Daniel Johan Wallengren 1863. Scopula antiloparia ingår i släktet Scopula och familjen mätare. Inga underarter finns listade.